# Sport Lisboa e Fanhões
O Sport Lisboa e Fanhões é um clube de futebol português, localizado na freguesia de Fanhões, concelho de Loures, distrito de Lisboa.

## História
O clube foi fundado em 1942.

## Ligas
- 2005-2006 - 1ª divisão de Honra, Associação de Futebol de Lisboa

## Estádio
Estádio da Matinha

## Marca do equipamento
Lacatoni

## Patrocínio
Sobral Iogurtes